# Wyścig Holandii WTCC
Wyścig Holandii WTCC – runda World Touring Car Championship rozegrana w 2007 na torze Circuit Park Zandvoort w mieście Zandvoort nad wybrzeżem Morza Północnego. Odbyła się ona w zastępstwie Wyścigu Meksyku (odwołanego z powodu problemów z torem), który powrócił do kalendarza WTCC w sezonie 2008.

## Zwycięzcy
| Sezon | Kierowca                    | Samochód          | Zespół     | Lokalizacja | Wyniki |
| ----- | --------------------------- | ----------------- | ---------- | ----------- | ------ |
| 2007  | Wyścig 1: Alain Menu        | Chevrolet Lacetti | Chevrolet  | Zandvoort   | Wyniki |
| 2007  | Wyścig 2: Gabriele Tarquini | SEAT León         | SEAT Sport | Zandvoort   | Wyniki |